# Джуліано Джаннікедда
Джуліано Джаннікедда (італ. Giuliano Giannichedda, нар. 21 вересня 1974, Понтекорво) — італійський футболіст, що грав на позиції півзахисника, зокрема за «Удінезе», «Лаціо», а також національну збірну Італії. По завершенні ігрової кар'єри — тренер.

## Клубна кар'єра
Народився 21 вересня 1974 року в місті Понтекорво. Вихованець юнацьких команд футбольного клубу «Спортінг Понтекорво» з рідного міста, за головну команду дебютував 1991 року. За рік перейшов до команди четвертого італійського дивізіону «Сора».
Влітку 1995 року уклав контракт з вищоліговим «Удінезе», до складу якого приєднався 1995 року. Вже із сезону 1996/97 став  основним гравцем команди з Удіне. 2000 року виборов у її складі титул володаря Кубка Інтертото.
Того ж 2000 року перейшов до столичного «Лаціо», після чого ще протягом сезону грав за «Удінезе» на правах оренди. У складі ж «Лаціо» дебютував у сезоні 2001/02 і провів у ньому протягом чотирьох років понад 100 матчів Серії A. 2004 року став у складі «біло-блакитних» володарем Кубка Італії.
Згодом протягом 2005—2007 років захищав кольори туринського «Ювентуса», а завершував ігрову кар'єру в «Ліворно», у складі команди якого у сезоні 2007/08 провів вісім ігор.

## Виступи за збірні
1997 року залучався до складу молодіжної збірної Італії. На молодіжному рівні зіграв у 4 офіційних матчах.
1999 року провів три офіційні гри у складі національної збірної Італії.

## Кар'єра тренера
Розпочав тренерську кар'єру, повернувшись до футболу після невеликої перерви, 2013 року, ставши асистентом головного тренера юнацької збірної Італії (U-20). Згодом протягом 2014–2016 років працював на аналогічній посаді у тренерському штабі збірної U-17.
Пізніше тренував низку італійських нижчолігових клубних команд.

## Статистика виступів

### Статистика клубних виступів
| Сезон               | Команда             | Чемпіонат           | Чемпіонат | Чемпіонат | Національний кубок | Національний кубок | Національний кубок | Континентальні кубки | Континентальні кубки | Континентальні кубки | Інші змагання | Інші змагання | Інші змагання | Усього | Усього |
| Сезон               | Команда             | Ліга                | Ігор      | Голів     | Ліга               | Ігор               | Голів              | Ліга                 | Ігор                 | Голів                | Ліга          | Ігор          | Голів         | Ігор   | Голів  |
| ------------------- | ------------------- | ------------------- | --------- | --------- | ------------------ | ------------------ | ------------------ | -------------------- | -------------------- | -------------------- | ------------- | ------------- | ------------- | ------ | ------ |
| 1992–93             | «Сора»              | C2                  | 15        | 1         | КІ-C               | ?                  | ?                  | -                    | -                    | -                    | -             | -             | -             | 15+    | 1+     |
| 1993–94             | «Сора»              | C2                  | 18        | 0         | КІ-C               | ?                  | ?                  | -                    | -                    | -                    | -             | -             | -             | 18+    | 0+     |
| 1994–95             | «Сора»              | C1                  | 31        | 1         | КІ-C               | ?                  | ?                  | -                    | -                    | -                    | -             | -             | -             | 31+    | 1+     |
| Усього за «Сору»    | Усього за «Сору»    | Усього за «Сору»    | 64        | 2         |                    | ?                  | ?                  |                      | -                    | -                    |               | -             | -             | 64+    | 2+     |
| 1995–96             | «Удінезе»           | A                   | 8         | 0         | КІ                 | 0                  | 0                  | -                    | -                    | -                    | -             | -             | -             | 8      | 0      |
| 1996–97             | «Удінезе»           | A                   | 23        | 0         | КІ                 | 1                  | 0                  | -                    | -                    | -                    | -             | -             | -             | 24     | 0      |
| 1997–98             | «Удінезе»           | A                   | 30        | 1         | КІ                 | 3                  | 0                  | КУЄФА                | 4                    | 0                    | -             | -             | -             | 37     | 1      |
| 1998–99             | «Удінезе»           | A                   | 30+1      | 0         | КІ                 | 5                  | 0                  | КУЄФА                | 2                    | 0                    | -             | -             | -             | 38     | 0      |
| 1999–00             | «Удінезе»           | A                   | 29        | 1         | КІ                 | 1                  | 0                  | КУЄФА                | 7                    | 0                    | -             | -             | -             | 37     | 1      |
| 2000–01             | «Удінезе»           | A                   | 31        | 0         | КІ                 | 5                  | 0                  | Інт+КУЄФА            | 5+3                  | 0+0                  | -             | -             | -             | 44     | 0      |
| Усього за «Удінезе» | Усього за «Удінезе» | Усього за «Удінезе» | 151+1     | 2         |                    | 15                 | 0                  |                      | 21                   | 0                    |               | -             | -             | 188    | 2      |
| 2001–02             | «Лаціо»             | A                   | 28        | 0         | КІ                 | 3                  | 0                  | ЛЧ                   | 4                    | 0                    | -             | -             | -             | 35     | 0      |
| 2002–03             | «Лаціо»             | A                   | 25        | 0         | КІ                 | 3                  | 0                  | КУЄФА                | 6                    | 0                    | -             | -             | -             | 34     | 0      |
| 2003–04             | «Лаціо»             | A                   | 22        | 1         | КІ                 | 6                  | 0                  | ЛЧ                   | 4                    | 0                    | -             | -             | -             | 32     | 1      |
| 2004–05             | «Лаціо»             | A                   | 32        | 0         | КІ                 | 1                  | 0                  | КУЄФА                | 3                    | 0                    | СІ            | 1             | 0             | 37     | 0      |
| Усього за «Лаціо»   | Усього за «Лаціо»   | Усього за «Лаціо»   | 107       | 1         |                    | 13                 | 0                  |                      | 17                   | 0                    |               | 1             | 0             | 138    | 1      |
| 2005–06             | «Ювентус»           | A                   | 15        | 0         | КІ                 | 3                  | 0                  | ЛЧ                   | 5                    | 0                    | СІ            | 0             | 0             | 23     | 0      |
| 2006–07             | «Ювентус»           | B                   | 20        | 0         | КІ                 | 3                  | 0                  | -                    | -                    | -                    | -             | -             | -             | 23     | 0      |
| Усього за «Ювентус» | Усього за «Ювентус» | Усього за «Ювентус» | 35        | 0         |                    | 6                  | 0                  |                      | 5                    | 0                    |               | 0             | 0             | 46     | 0      |
| 2007–08             | «Ліворно»           | A                   | 8         | 0         | КІ                 | 0                  | 0                  | -                    | -                    | -                    | -             | -             | -             | 8      | 0      |
| Усього за кар'єру   | Усього за кар'єру   | Усього за кар'єру   | 366       | 5         |                    | 34+                | 0+                 |                      | 43                   | 0                    |               | 1             | 0             | 444+   | 5+     |

### Статистика виступів за збірну
| Дата      | Місто   | Господарі | Результат | Гості    | Турнір            | Голи | Примітки |
| --------- | ------- | --------- | --------- | -------- | ----------------- | ---- | -------- |
| 31-3-1999 | Анкона  | Італія    | 1 – 1     | Білорусь | Відбір до ЧЄ 2000 | -    | 46' 74'  |
| 28-4-1999 | Загреб  | Хорватія  | 0 – 0     | Італія   | товариський матч  | -    | 46'      |
| 8-9-1999  | Неаполь | Італія    | 2 – 3     | Данія    | Відбір до ЧЄ 2000 | -    | 46' 88'  |
| Усього    |         | Матчів    | 3         |          | Голів             | 0    |          |

## Титули і досягнення
- Переможець Середземноморських ігор: 1997
- Володар Кубка Інтертото (1):

«Удінезе»: 2000
- Володар Кубка Італії (1):

«Лаціо»: 2003-2004